# Адванс Пропъртис
Адванс Пропъртис ООД е инвестиционен холдинг собственост на братя Кирил Домусчиев и Георги Домусчиев, в който всеки от тях притежава по 50% от капитала. Основан е през 2003 г. Инвестиционният холдинг притежава 117 компании в 23 държави от 10 различни индустрии. В портфолиото на холдинга е глобалната фармацевтична компания „Хювефарма“, българската корабна компания Параходство „Български морски флот“, както и пристанищният оператор „БМФ Порт Бургас“.  Холдингът консолидира над 1.2 млрд. лв. активи.
През април 2019 г. Адванс Медиа Груп, като дъщерна компания на Адванс Пропъртис придобива за 185 мпн. евро Нова Броудкастинг Груп – най-голямата медийна група в България от шведската MTG, която продава всичките си телевизионни активи за да се съсредоточи върху бизнеса с нови медии.. В портфолиото ѝ влизат 7 телевизионни канала, включително водещия български политематичен канал „Нова телевизия“, радиото Nova News, печатни издания и киноразпространителската компания LENTA. Портфолиото на Нова Броудкастинг Груп съдържа и множество дигитални медии и платформи, в това число най-голямата българска онлайн поща Abv.bg, водещите новинарски портали Nova.bg, Vesti.bg, Dariknews.bg, както и спортния портал Gong.bg. Нова Броудкастинг Груп е най-големият участник на онлайн пазара в страната, достигайки до около 75% от хората, използващи интернет в България.